# ريتشارد بورمايستر
ريتشارد بورمايستر (بالألمانية: Richard Burmeister)‏ (و. 1860 – 1944 م) هو ملحن، ومعلم موسيقى، وأستاذ جامعي، وعازف بيانو ألماني، ولد في هامبورغ، يستخدم آلات بيانو، توفي في برلين، عن عمر يناهز 84 عاماً.